# Monte Kurama
Il monte Kurama (鞍馬山?, Kurama-yama) è una montagna posta nella zona nord-occidentale della città di Kyoto. 

## Storia
Il monte è famoso perché è il luogo dove Mikao Usui ebbe l'illuminazione su come insegnare la tecnica di guarigione chiamata Reiki. Le credenze popolari vogliono che il monte Kurama sia anche il luogo di nascita di Sōjōbō, il Re dei Tengu che insegnò l'arte della spada a Minamoto no Yoshitsune.
Il monte Kurama ospita il Kurama-dera, un importante tempio che è entrato a far parte del patrimonio culturale giapponese. Il Kurama-dera è la sede del Kurama Himatsuri, che si tiene il 22 ottobre di ogni anno. Il filosofo Hayashi Razan indica tra i tre più grandi tengu Sōjōbō. I demoni di Kurama e Atago sono tra i più noti tengu.

## Il monte Kurama e il Reiki
Il monte Kurama è conosciuto come il luogo di nascita dell'arte di guarigione olistica detta Reiki. Nel marzo del 1922 Mikao Usui, con lo scopo di trovare il vero senso della vita e su suggerimento del suo maestro zen, rimase in meditazione su questa montagna per ventuno giorni e, durante una notte, ricevette come un lampo nella sua testa, l'energia guaritrice del Reiki. Molti suoi ammiratori visitano il monte Kurama in cerca delle sue tracce, ma non vi è alcun riferimento alla sua esperienza trascorsa in meditazione. È stato solo documentato che, scendendo di corsa dal monte Kurama per dare la notizia al suo maestro zen, Mikao Usui inciampò in una roccia e si ruppe un'unghia. D'istinto portò una mano sull'unghia e l'emorragia terminò all'istante.